# Tamás Hódos
Tamás Hódos (* 31. März 1971 in Debrecen; † 16. Juli 2005) war ein ungarischer Badmintonspieler.

## Karriere
Tamás Hódos wurde 1991 erstmals ungarischer Mannschaftsmeister mit dem Team vom Debreceni Kinizsi SE. Bis 1995 gewann Debrecen unter Mitwirkung von Hódos vier weitere Titel in Serie, ehe das Team für ein Jahr von Honvéd Zrínyi SE abgelöst wurde. Von 1997 bis 2002 war die Mannschaft aus Debrecen dann weitere sechs Mal in Folge erfolgreich.

## Referenzen
- Ki kicsoda a magyar sportéletben? Band 1 (A–H). Szekszárd, Babits Kiadó, 1994. ISBN 963-7806-90-3

| Personendaten    | Personendaten                |
| ---------------- | ---------------------------- |
| NAME             | Hódos, Tamás                 |
| KURZBESCHREIBUNG | ungarischer Badmintonspieler |
| GEBURTSDATUM     | 31. März 1971                |
| GEBURTSORT       | Debrecen                     |
| STERBEDATUM      | 16. Juli 2005                |